# Siboglinum variabile
Siboglinum variabile är en ringmaskart som beskrevs av Ivanov 1960. Siboglinum variabile ingår i släktet Siboglinum och familjen skäggmaskar. Inga underarter finns listade i Catalogue of Life.